# Dehaasia pugerensis
Espèce
Statut de conservation UICN

 CR C2b, D : 
En danger critique
Dehaasia pugerensis est une espèce de plantes à fleurss de la famille des Lauraceae.

## Publication originale
- Mededeelingen uit 's Lands Plantentuin 68: 204. 1904.